# Lelle Karl-Johan
Lelle Karl-Johan är en dikt av Gustaf Fröding som ingår i diktsamlingen Stänk och flikar (1896). 
Lelle Karl-Johan är en betraktelse över problematiken kring ett barns vilja och dess föräldrars krav och förväntningar. I dikten hör vi lille Karl-Johans stolta mor, som berättar om hur duktig hennes son är på alla områden. Karl-Johan kallas fram för att visa upp sig och briljerade med sitt goda uppförande och sina kunskaper i biblisk historia. Dikten avslutas tvärt när Karl-Johan rebelliskt svär och säger "Jag gir jäkel i mor!" 
Dikten har bland annat tonsatts av Sven-Erik Magnusson och spelats in av Sven-Ingvars (Sven-Ingvars i Frödingland, 1971). Dikten har gett namn åt gatan Lelle Karl-Johans väg i stadsdelen Kronoparken i Karlstad.

## Inspiration och förebilder
Alsterbaserade Frödingkännaren Ingvald Rosenblad hävdar i sin skrift "Alsterdalen och Karlstad i Gustaf Frödings diktning" att Lelle Karl-Johan var son till soldaten Stolt i hemmanet Byn i Alster, det vill säga förebilden till diktens Korperal Storm. Även i Mangskog, där Fröding tillbringade långa perioder åren före debuten, finns enligt traditionen en möjlig förebild till Lelle Karl-Johan.

## Tonsättningar
Lelle Karl-Johan har tonsatts av följande kompositörer:
- Bengt Hallberg
- Charles Kjerulf (i Fyra visor op 21)
- Sven-Erik Magnusson, inspelad på skivan Sven-Ingvars i Frödingland
- Emil O Personne (i En bukett Frödingdikter)